# Richard Pittman
Richard Pittman (ur. 10 maja 1957) – bokser z Wysp Cooka, olimpijczyk.

## Kariera
Wystąpił na Letnich Igrzyskach Olimpijskich 1988 w wadze piórkowej. W 1/16 finału pokonał na punkty (4–1) Dumsanego Mabuzę z Suazi. W 1/8 finału przegrał jednogłośnie na punkty (0–5) z Ja’akowem Szmuelem z Izraela. W 1978 roku odpadł w wadze piórkowej w 1/8 finału igrzysk Wspólnoty Narodów, po porażce na punkty z Anglikiem Maurice'em O'Brienem. Na tej samej fazie zawodów zakończył zmagania w wadze muszej w 1990 roku – przegrał przez RSC z Manojem Pingale z Indii.
W 1979 roku zdobył brązowy medal Pucharu Świata w wadze koguciej. W półfinale pokonał go Koreańczyk Chul Soon-hwang. W tym samym roku wywalczył złoty medal mistrzostw Australii i Oceanii w wadze koguciej. 
Prawdopodobnie jako reprezentant Nowej Zelandii zdobył brąz mistrzostw kontynentu w wadze piórkowej w 1982 i 1989 roku.
W 1992 roku przeszedł na zawodowstwo jako reprezentant Nowej Zelandii (waga superpiórkowa). Stoczył łącznie 15 pojedynków, z których 8 wygrał i 7 przegrał.